# Parobisium charlotteae
Parobisium charlotteae är en spindeldjursart som beskrevs av Chamberlin 1962. Parobisium charlotteae ingår i släktet Parobisium och familjen helplåtklokrypare. Inga underarter finns listade i Catalogue of Life.